# Accords de paix de Paris
Pour les articles homonymes, voir Accords de Paris.
Vous pouvez aider à l'améliorer ou bien discuter des problèmes sur sa page de discussion.
- Il ne cite pas suffisamment ses sources. Vous pouvez indiquer les passages à sourcer avec {{référence nécessaire}} ou {{Référence souhaitée}}, et inclure les références utiles en les liant aux notes de bas de page. (Marqué depuis janvier 2017)
- Il doit être recyclé. La réorganisation et la clarification du contenu sont nécessaires. (Marqué depuis janvier 2018)

- Archive Wikiwix
- Bing
- Cairn
- DuckDuckGo
- E. Universalis
- Gallica
- Google
- G. Books
- G. News
- G. Scholar
- Persée
- Qwant
- (zh) Baidu
- (ru) Yandex
- (wd) trouver des œuvres sur Wikidata

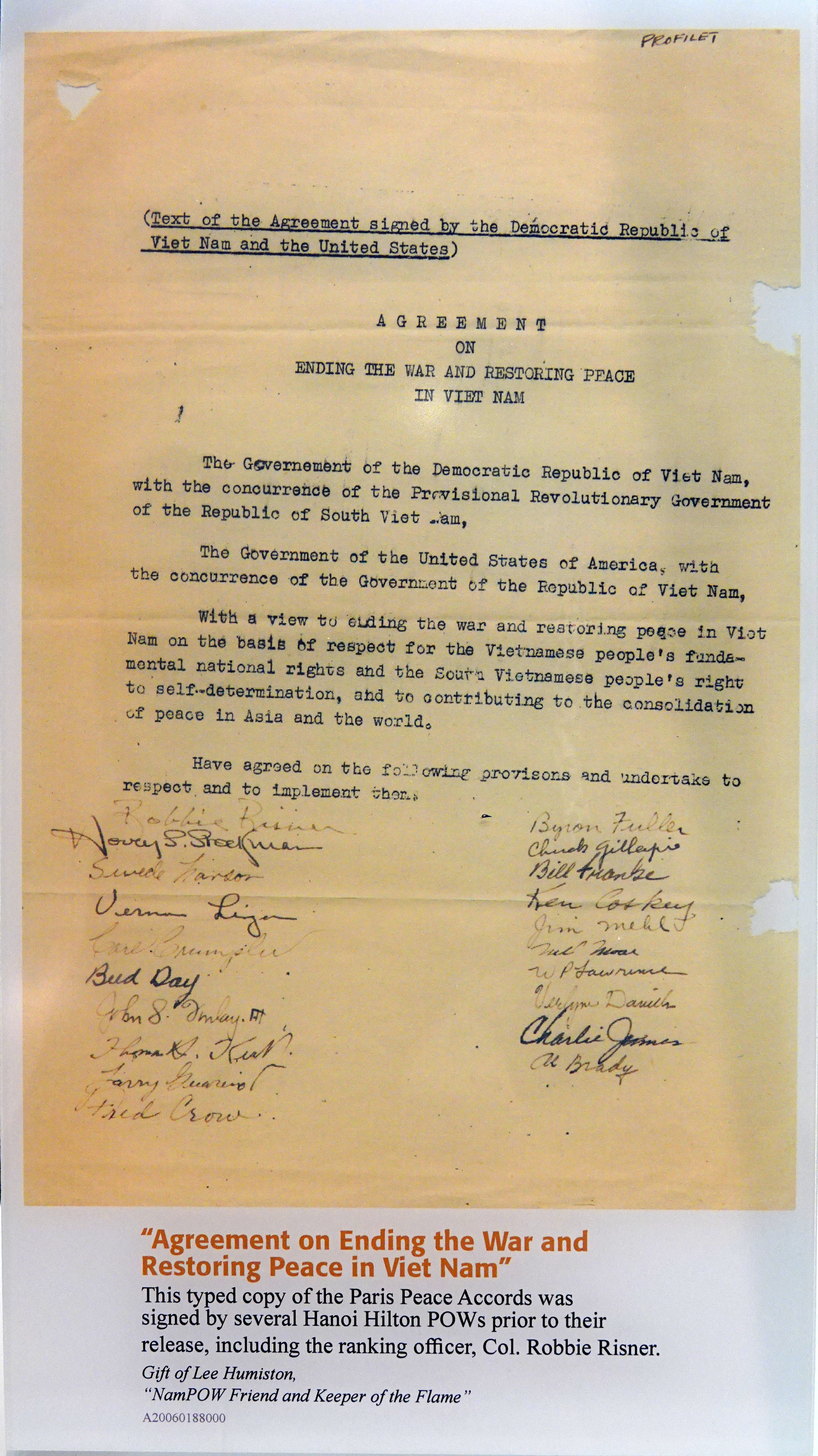
Photo du traité de paix.

Les accords de paix de Paris de 1973 sont des accords d'armistice signés le 27 janvier 1973, au 19 Avenue Kléber, dans les anciens bureaux du ministère français des affaires étrangères, pour tenter de mettre fin à la guerre du Viêt Nam. Ils ont été conclus entre les États-Unis et la république démocratique du Viêt Nam (Nord Viêt Nam), la république du Viêt Nam (Sud Viêt Nam) et le Gouvernement révolutionnaire provisoire de la république du Sud Viêt Nam formé par le Front national de libération du Sud Viêt Nam (Viêt Cong). Elle est entrée en vigueur le lendemain à 8 heures du matin, heure du Vietnam.
Ils avalisent le désengagement militaire américain et ouvrent la voie à l'offensive finale des forces communistes et l'effondrement du Sud Vietnam de mars-avril 1975.
Lê Đức Thọ et Henry Kissinger reçurent le prix Nobel de la paix 1973. Considérant la paix comme alors non établie, Lê Đức Thọ refusa ce prix Nobel.

## Contexte de 1966-1972

### Augmentation des forces américaines
La guerre du Viêt Nam était devenue de plus en plus impopulaire au sein de l'opinion publique américaine lors de la présidence de Lyndon B. Johnson, lequel soutenait que la guerre du Viêt Nam était justifiée. Ce dernier assura à la communauté internationale que les États-Unis ne recherchaient ni à occuper le territoire, ni à établir de base, ni une domination économique, ni une alliance militaire avec le Vietnam. Dans le même temps, il s'engagea à donner par tous les moyens aux combattants américains des armes, des moyens financiers et un ordre hiérarchique. Le discours de Johnson du 12 janvier 1966 fut une tentative avortée d'influencer l'opinion publique en faveur de la guerre au Viêt Nam. À la fin de l'année 1966, Johnson augmenta le nombre de troupes américaines au Viêt Nam à 400 000 hommes.
Aux États-Unis, les Américains ne croyaient plus en cette guerre qui gaspillait beaucoup d'argent sans réel résultat, si ce n'est le fait que pour chaque opération menée au Viêt Nam, l'armée américaine, emportant ou pas l'opération, était celle qui perdait le moins en vies humaines face à ses adversaires nord-vietnamiens et au Viet Cong, si bien que, lors d'un entretien, le général William Westmoreland n'hésita pas à dire à propos du général Vo Nguyen Giap qu'il n'était qu'un piètre général et, qu'à sa place, il se serait fait éjecter de l'armée américaine depuis longtemps à cause de ses méthodes peu efficaces et surtout de ses sacrifices humains.

### Début de retrait des américains, maintien de la pression militaire
Le candidat à la présidentielle de 1969, Richard Nixon, fit alors de la vietnamisation de la guerre son cheval de bataille et, pour lui, les États-Unis pourraient se permettre de se retirer de ce conflit interminable la tête haute, permettant ainsi de réduire les dépenses que le Congrès américain aurait du mal à accorder plus longtemps.
Sitôt élu, Richard Nixon commença à retirer les troupes, conformément à ses promesses de campagne. L'effectif américain au Sud Viêt Nam atteignit son maximum lors des années 1968 et 1969, avec environ 550 000 soldats. En 1969 le Corps des Marines des États-Unis mena la dernière grande opération, Dewey Canyon (en), avec succès avant le début du retrait des éléments de ce corps dès juillet 1969, marquant ainsi le début de retrait des troupes américaines du Vietnam. Décembre 1971 marqua le retrait des Navy SEALs, et seuls quelques membres de ce corps prestigieux restèrent comme conseillers jusqu'en 1973. Dès son arrivée à la Maison-Blanche, Richard Nixon lança les pourparlers qui allaient devenir les accords de Paris.
Tout en assistant l'Armée de la république du Viêt Nam (Sud Vietnam) dans son renforcement propre, Nixon n'abandonne pas pour autant les missions d'appui de l'armée sud-vietnamienne lors des opérations ou grands raids menés par le Sud : c'est ce qui se produisit par exemple lors de l'offensive de Pâques en 1972, lancée par le Nord Vietnam qui pensait à tort que les Américains ne pourraient pas appuyer l'armée sud-vietnamienne en pleine croissance et dont la plupart des unités étaient fraîchement formées, sans expérience du combat, afin de remplacer l'armée américaine jusque-là sans cesse présente à ses côtés. En effet, en 1972, environ 24 000 soldats américains sont encore présents au Sud Vietnam. L'offensive de Pâques était la deuxième offensive majeure lancée par le Nord Viêt Nam afin de conquérir le Sud, marquée par les batailles d'An Loc, au Sud Viêt Nam près de Saïgon, et celles de Quang Tri, au nord du Sud Vietnam, près de la ZDM, dans le Ier corps. Cette bataille fut la plus rude qu'ait subie l'armée sud-vietnamienne, n'étant pas du tout prête ni préparée, au cours de laquelle elle a perdu la ville de Quang Tri aux mains des communistes le 2 mai 1972. Au sud, les soldats sud-vietnamiens à An Loc peinèrent à repousser l'armée communiste. Le 9 mai 1972, Nixon décida d'intervenir en lançant l'opération Linebacker I. Le 28 juin 1972, l'armée sud-vietnamienne se lance dans la reconquête de Quang Tri avec l'appui aérien américain. Linebacker I fut un succès et la ville de Quang Tri fut libérée des occupants communistes le 16 septembre 1972. L'opération Linebacker I se poursuivit pour prendre fin le 23 octobre 1972. Pendant tout ce temps, les pourparlers se poursuivaient ou étaient interrompus à cause des événements ou des désaccords. Le 18 décembre 1972, n'ayant pas obtenu de la part du Nord Viêt Nam une issue favorable, Nixon déclenche l'opération Linebacker II afin de mettre la pression au gouvernement nord-vietnamien et de les convaincre de revenir à la table des négociations.
Nixon exprima le fait qu'il souhaitait que les pourparlers reprissent le 2 janvier 1973 et qu'il arrêterait les bombardements quand Ha Noi accepterait. Ce fut le cas, et Nixon suspendit alors les bombardements au Nord le 30 décembre 1972 ; il informa ensuite Henry Kissinger d'accepter les conditions offertes en octobre.

## Déroulement des négociations
L'action des négociateurs, Lê Đức Thọ pour la république démocratique du Viêt Nam, Mme Nguyễn Thị Bình pour le FNL et Henry Kissinger pour les États-Unis, a mis fin à dix années de guerre. L'accord prévoyait le retrait des forces terrestres américaines dans un délai de 60 jours. En échange de quoi, Hanoï s'engageait à libérer tous ses prisonniers. Mais le problème vietnamien ne fut pas réglé pour autant : les États-Unis se retirèrent du conflit pour éviter une défaite « formelle » et la lutte armée continua jusqu’à la capitulation inconditionnelle du Gouvernement de Saïgon, le 30 avril 1975. La manœuvre de Henry Kissinger fut de se retirer avant la défaite finale, dans une paix honorable pour les États-Unis. Le problème des prisonniers de guerre était qu'officiellement il n'y a pas eu de guerre, juste une escalade par étapes depuis les conseillers de l'aide militaire MAAG (Military Aid Advisers Group) jusqu'aux troupes de combat et les bombardements aériens sur la république démocratique du Viêt Nam[pas clair].

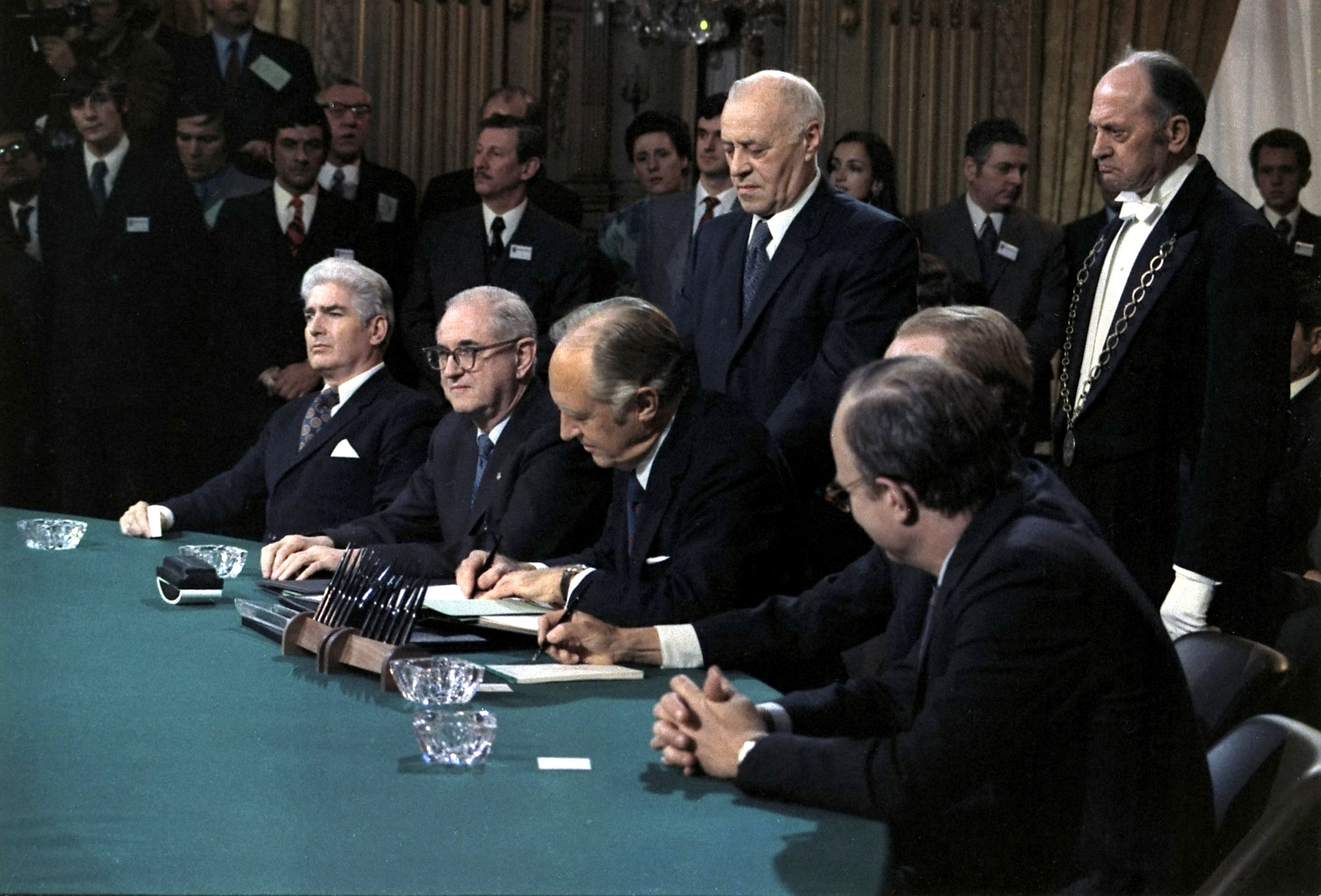
Signature des accords de paix de Paris le 27 janvier 1973.

Au départ, les États-Unis ne reconnaissaient pas le rôle du FNL, comme la république démocratique du Viêt Nam ne reconnaissait pas le rôle de la république du Viêt Nam. Le préambule des négociations se jouait à deux entre Hanoï et Washington, les deux principaux belligérants, pour finir par intégrer les deux parties de la zone sud du Viêt Nam.
La guerre du Viêt Nam n'ayant jamais existé sur le plan légal du droit international, il a fallu instaurer a posteriori une « belligérance » ou « guerre », un état de droit avec ses belligérants bien identifiés et définis, ses lois et règlements ainsi que son espace et son temps.

## Conséquences
Les accords de paix de Paris furent la concrétisation de la politique américaine de « vietnamisation » en 1972, qui consistait à laisser les Vietnamiens régler leurs propres affaires. Cette politique de vietnamisation avait eu son précédent français pendant la guerre d'Indochine avec la création de l’État vietnamien de Saïgon et son « Armée nationale » dans laquelle furent formés les « généraux » de Saïgon qui succédèrent à Ngô Đình Diệm.
Même en retirant les troupes terrestres du territoire vietnamien, Richard Nixon avait promis au gouvernement de Saïgon un soutien logistique. Néanmoins, malgré la tenue correcte de l'armée sud-vietnamienne lors de la réplique à l'offensive du Tết, la république du Viêt Nam s'écroula, à l’exception des irréductibles et de ceux qui étaient les plus impliqués dans les différents sphères des différents gouvernements de Saïgon.
Lors des négociations, le seul opposant à ces accords était le président sud-vietnamien Nguyễn Văn Thiệu. Nixon essaya de l'apaiser en lui écrivant le 5 janvier 1973 que « vous avez mon assurance d'une assistance continue dans la période post-règlement et que nous répondrons avec toute la force si le règlement est violé par le Viêt Nam du Nord ». Cette fois, cependant, en raison de l'opposition du Congrès Nixon n'était pas en mesure de faire une telle promesse, puisque la possibilité d'obtenir les crédits nécessaires au Congrès était nulle. Nguyen Van Thieu n'était pas d'accord.
Le 9 janvier, Kissinger et Le Duc Tho revinrent à Paris. L'entente conclue entre les États-Unis et le Viêt Nam du Nord était essentiellement celle qui avait été conclue en octobre.
Le 27 janvier 1973 ont été signés les accords de paix à Paris, mettant fin temporairement à la guerre du Vietnam. Il en ressort le retrait des troupes américaines du Vietnam, la libération des prisonniers de guerre américains et sud-vietnamiens, le maintien du régime du Sud. Seul le retrait des troupes nord-vietnamiennes du Sud Viêt Nam n'a pas été retenu. Toutefois, que le régime de Thieu soit maintenu ou non, ce qui comptait aux yeux des communistes, c'était le départ des Américains qu'ils redoutaient tant car, par deux grandes tentatives d'offensives majeures (offensive du Tết de 1968 et offensive de Pâques), les Nord-Vietnamiens avaient subi des revers spectaculaires et des défaites cuisantes. Ces offensives majeures ont-elles été lancées trop prématurément ? Sans doute, à analyser ce conflit avec du recul (en 1968 l'effectif américain était à son maximum, en 1972 bien que seulement 24 000 soient encore présents, l'armée américaine a laissé le plus gros contingent parmi l'US Navy et l'USAF ; de plus, disposant encore de bases aériennes en Thaïlande et dans le Pacifique proche, de quoi lancer les bombardements massifs à en croire l'opération Linebacker II). L'état-major nord-vietnamien, depuis lors, craignait les affrontements militaires directs avec les Américains, du moins ce qui en est sorti de l'opération Cedar Falls (du 8 au 28 janvier 1967) où les combattants du Viet Cong fuyaient les combats en se cachant dans le réseau des tunnels de Củ Chi. L'opération Cedar Falls fut un succès américain.
Le Nord Vietnam, après deux défaites a-t-il compris que, tant que les Américains étaient encore présents au Vietnam, il ne pourrait gagner cette guerre ?
C'est pourquoi, après les désaccords à l'issue de cette négociation, les dirigeants nord-vietnamiens ont compris l'enjeu du départ des Américains du Sud-Vietnam. Une fois partis, ce sera une affaire entre Vietnamiens du Nord et ceux du Sud.
Fin mars 1973, le dernier soldat américain quitte le Viêt Nam avec les prisonniers de guerre américains. À partir de ce moment, on peut parler de conséquence directe de ce départ :
Le président sud-vietnamien Nguyen Van Thieu, trop souvent dépendant d'aides américaines, se retrouve comme du jour au lendemain avec les aides militaires réduites de plus de deux tiers. Bien que son armée au fil du temps — à partir du moment où il planait un soupçon de vietnamisation de cette guerre — augmente en effectifs, elle est constituée, pour la moitié, d'éléments fraîchement formés, manquant totalement d'expérience à l'inverse des combattants nord-vietnamiens qui pour la plupart ont gagné contre l'armée française.
Thieu doit faire face, avec deux tiers de moyens en moins, à l'armée du Viêt Nam du Nord qui, de son côté, bénéficiait toujours d'aides logistiques russes et chinoises. L'armée nord-vietnamienne n'y était pas insensible et savait bien que Thieu ne pourrait jamais, seul, venir à bout d'une nouvelle attaque et l'état-major nord-vietnamien laissait croire à l'opinion publique qu'il respectait les termes des accords de Paris, bien que des opérations militaires continuent. Le Viêt Nam du Sud s'est réellement trouvé en danger lorsque Nixon, à cause de l'affaire Watergate, démissionne en septembre 1974. En effet, le Nord Viêt Nam dès lors, sachant que Nixon n'aurait plus aucune crédibilité au sein du gouvernement américain et que Gerald Ford, son successeur, n'avait plus les mêmes objectifs vis-à-vis de la guerre du Vietnam, planifient une opération d'envergure initialement pour printemps 1976.
Au début de mars 1975, l’Armée populaire vietnamienne (APVN) lança une série d’attaques sur les hautes terres des provinces au nord de Saïgon et les places fortes tombèrent les unes après les autres. Le gouvernement de Saïgon du président Nguyễn Văn Thiệu ordonna une retraite fatale et sanglante de ces régions, malgré la résistance héroïque de quelques garnisons. Selon Thieu, ce retrait aurait eu pour but de préserver ces éléments d'élite afin de mieux défendre Saïgon. C’était des scènes de panique et d’exode, déserteurs et civils confondus, comme en Belgique ou en France en juin 1940. Le 20 mars, Thiệu donna le contre-ordre de défendre à tout prix la capitale impériale Hué, qui tomba après trois jours de combat. Les combats se tournèrent alors vers Da Nang, la grande base militaire en bord de mer, où les Marines avaient débarqué en fanfare le 8 mars 1965. Da Nang tomba le 30 mars, intacte, avec une armée de 100 000 soldats sans commandement. La dernière phase de l’offensive était prévue pour le 1er mai pour capturer Saïgon, mais les événements s'accélérèrent, l’Armée populaire vietnamienne continuant d’attaquer. Mi-mars 1975, Gerald Ford a demandé l'aval au Congrès américain afin d'envoyer les appuis aériens pour soutenir les troupes sud-vietnamiennes un peu comme lors de l'offensive de Pâques 1972, n'a pas obtenu de réponse positive.
Le 21 mars, la garnison de Xuan Loc, au nord de Saïgon, se rendit et, ville après ville, Xuan Loc tombe. C'est le jeu de dominos qui, cette fois, a eu réellement son sens. La route de Saïgon était ouverte : le président Nguyễn Văn Thiệu démissionna le 21 avril et s’enfuit à Taïwan pour laisser la place au général Duong Van Minh, considéré comme modéré et peu compromis. Malgré un « baroud d’honneur » lors des derniers combats autour de Saïgon, celui-ci signa la capitulation inconditionnelle le 30 avril 1975.

## Incidents
Une manifestation violente a lieu à Paris le 20 janvier 1973, jour de la réinvestiture officielle de Richard Nixon, réunissant plusieurs milliers de manifestants. Elle se termine par un « véritable camp retranché » à la gare Saint-Lazare, où les manifestants occupent la voie.